# Raúl Tamudo
Raúl Tamudo Montero (n. 19 octombrie 1977, Santa Coloma de Gramenet, Catalonia, Spania) este un fotbalist spaniol retras din activitate care a evoluat pe postul de atacant.
Un jucător emblematic al lui Espanyol, Raúl Tamudo a fost cpăitanul clubului pentru aproape un deceniu, jucând pentru echipa în aproape 400 de meciuri oficiale în toate competițiile, câștigând cu ea două Copa del Rey, și devenind cel mai bun marcator all-time al clubului.
Pe durata a 17 sezoane, Raúl Tamudo a jucat în La Liga un total de 407 meciuri, marcând 146 de goluri.

## Goluri internaționale
| #  | Data              | Stadion                                     | Oponent   | Scor | Rezultat | Competiția                                           |
| -- | ----------------- | ------------------------------------------- | --------- | ---- | -------- | ---------------------------------------------------- |
| 1. | 21 august 2002    | Stadionul Ferenc Puskás, Budapesta, Ungaria | Ungaria   | 0–1  | 1–1      | Meci amical                                          |
| 2. | 18 august 2004    | Gran Canaria, Las Palmas, Spania            | Venezuela | 2–1  | 3–2      | Meci amical                                          |
| 3. | 18 august 2004    | Gran Canaria, Las Palmas, Spania            | Venezuela | 3–1  | 3–2      | Meci amical                                          |
| 4. | 3 septembrie 2005 | El Sardinero, Santander, Spania             | Canada    | 1–0  | 2–1      | Meci amical                                          |
| 5. | 13 octombrie 2007 | NRGi Park, Aarhus, Danemarca                | Danemarca | 0–1  | 1–3      | Preliminariile Campionatului European de Fotbal 2008 |

## Palmares
Espanyol
- Copa del Rey: 1999–2000, 2005–06
- Cupa UEFA

Finalist: 2006–07
Spania U23
- Jocurile Olimpice de vară: Argint 2000

## Statistici
La 11 martie 2014.
| Club           | Sezon         | Campionat        | Campionat | Campionat | Cupă    | Cupă   | Continental | Continental | Altele  | Altele | Total   | Total  |
| Club           | Sezon         | Divizia          | Meciuri   | Goluri    | Meciuri | Goluri | Meciuri     | Goluri      | Meciuri | Goluri | Meciuri | Goluri |
| -------------- | ------------- | ---------------- | --------- | --------- | ------- | ------ | ----------- | ----------- | ------- | ------ | ------- | ------ |
| Espanyol       | 1996–97       | La Liga          | 10        | 2         | —       | —      | —           | —           | —       | —      | 10      | 2      |
| Espanyol       | 1997–98       | La Liga          | 4         | 0         | 1       | 0      | —           | —           | —       | —      | 5       | 0      |
| Espanyol       | 1998–99       | La Liga          | 19        | 8         | 3       | 0      | 6           | 2           | —       | —      | 28      | 10     |
| Espanyol       | 1999–00       | La Liga          | 34        | 10        | 6       | 1      | —           | —           | —       | —      | 40      | 11     |
| Espanyol       | 2000–01       | La Liga          | 30        | 11        | 5       | 1      | 3           | 1           | 2       | 0      | 40      | 13     |
| Espanyol       | 2001–02       | La Liga          | 35        | 17        | 1       | 0      | —           | —           | —       | —      | 36      | 17     |
| Espanyol       | 2002–03       | La Liga          | 29        | 10        | 1       | 0      | —           | —           | —       | —      | 30      | 10     |
| Espanyol       | 2003–04       | La Liga          | 32        | 19        | 0       | 0      | —           | —           | —       | —      | 32      | 19     |
| Espanyol       | 2004–05       | La Liga          | 30        | 11        | 1       | 0      | —           | —           | —       | —      | 32      | 11     |
| Espanyol       | 2005–06       | La Liga          | 29        | 10        | 3       | 1      | 4           | 2           | —       | —      | 36      | 13     |
| Espanyol       | 2006–07       | La Liga          | 31        | 15        | 0       | 0      | 7           | 2           | 1       | 0      | 39      | 17     |
| Espanyol       | 2007–08       | La Liga          | 25        | 10        | 4       | 1      | —           | —           | —       | —      | 29      | 11     |
| Espanyol       | 2008–09       | La Liga          | 26        | 6         | 0       | 0      | —           | —           | —       | —      | 26      | 6      |
| Espanyol       | 2009–10       | La Liga          | 6         | 0         | 1       | 0      | —           | —           | —       | —      | 7       | 0      |
| Espanyol       | Total         | Total            | 340       | 129       | 26      | 4      | 20          | 7           | 3       | 0      | 389     | 140    |
| Alavés         | 1997–98       | Segunda División | 6         | 0         | 4       | 0      | —           | —           | —       | —      | 10      | 0      |
| Alavés         | Total         | Total            | 6         | 0         | 4       | 0      | —           | —           | —       | —      | 10      | 0      |
| Lleida         | 1998–99       | Segunda División | 14        | 5         | 4       | 1      | —           | —           | —       | —      | 18      | 6      |
| Lleida         | Total         | Total            | 14        | 5         | 4       | 1      | —           | —           | —       | —      | 18      | 6      |
| Real Sociedad  | 2010–11       | La Liga          | 31        | 7         | 0       | 0      | —           | —           | —       | —      | 31      | 7      |
| Real Sociedad  | Total         | Total            | 31        | 7         | 0       | 0      | —           | —           | —       | —      | 31      | 7      |
| Rayo Vallecano | 2011–12       | La Liga          | 32        | 9         | 1       | 1      | —           | —           | —       | —      | 33      | 10     |
| Rayo Vallecano | Total         | Total            | 32        | 9         | 1       | 1      | —           | —           | —       | —      | 33      | 10     |
| Pachuca        | 2012–13       | Liga MX          | 9         | 0         | 2       | 0      | —           | —           | —       | —      | 11      | 0      |
| Pachuca        | Total         | Total            | 9         | 0         | 2       | 0      | —           | —           | —       | —      | 11      | 0      |
| Rayo Vallecano | 2012–13       | La Liga          | 4         | 1         | 0       | 0      | —           | —           | —       | —      | 4       | 1      |
| Rayo Vallecano | Total         | Total            | 4         | 1         | 0       | 0      | —           | —           | —       | —      | 4       | 1      |
| Sabadell       | 2013–14       | Segunda División | 19        | 2         | 0       | 0      | —           | —           | —       | —      | 19      | 2      |
| Sabadell       | Total         | Total            | 19        | 2         | 0       | 0      | —           | —           | —       | —      | 19      | 2      |
| Total carieră  | Total carieră | Total carieră    | 455       | 153       | 37      | 6      | 20          | 7           | 3       | 0      | 515     | 166    |

1. ↑  Meciuri în UEFA Intertoto Cup
2. 1 2 3  Meciuri în Cupa UEFA
3. 1 2  Meciuri în Supercopa de España